# Chalara insignis
Chalara insignis är en svampart som först beskrevs av Sacc., M. Rousseau & E. Bommer, och fick sitt nu gällande namn av S. Hughes 1953. Chalara insignis ingår i släktet Chalara, divisionen sporsäcksvampar och riket svampar.   Inga underarter finns listade i Catalogue of Life.